# Julius Thomsen
Hans Peter Jürgen Julius Thomsen (født 16. februar 1826 i København, død 13. februar 1909 på Frederiksberg) var en dansk kemiker, der er international berømt som den ene af opdagerne af Thomsen-Berthelot-princippet.

## Ungdom og uddannelse
Julius Thomsen fødtes i København 16. februar 1826 og var broder til professor Carl August Thomsen. Han gik som barn i Skt. Petri Kirkeskole og kom der fra ind på det von Westenske Institut. Man mente det imidlertid ikke nødvendigt for den videre uddannelse af hans ualmindelige evner, der allerede her havde røbet sig, at lade ham tage afgangseksamen fra instituttet og påtænkte at anbringe ham på et apotek – den indtil da almindelige forskole for en vordende kemiker. Denne plan blev imidlertid opgivet, og han var i et par år ansat som medhjælper for daværende professor i kemi ved Københavns Universitet E.A. Scharling; samtidig læste han til adgangseksamen til Den polytekniske Læreanstalt. Han kom således allerede i en meget ung alder ind på studiet af kemien; men det er næppe sandsynligt, at Scharling har haft nogen videre indflydelse på hans udvikling. 1843 tog han adgangseksamen og 2½ år efter eksamen i anvendt naturvidenskab ved Den polytekniske Læreanstalt. 1847-53 var han assistent ved læreanstaltens kemiske laboratorium under Johan Georg Forchhammer og til dels samtidig (1850-56) lærer i agerdyrkningskemi ved læreanstalten. 1853-54 opholdt han sig et års tid i udlandet med stipendium. Allerede i disse unge år blev planerne lagt til de arbejder, så vel videnskabelige som tekniske, der senere i en lang årrække beskæftigede ham, og som på begge områder have sat dybe og blivende spor. I 1852 indleverede han til Videnskabernes Selskab en afhandling: Bidrag til et thermokemisk System, for hvilken han fik selskabets sølvmedaille. I denne afhandling og i en følgende fra 1861: Om de kemiske Processers almindelige Karakter og en på denne bygget Affinitetslære, udviklede han grundlaget for de termokemiske undersøgelser, der fortsattes i over 30 år derefter. 1853 udtog han patent på en metode til fabrikation af soda af det grønlandske mineral kryolit, der senere blev grundlaget for den i en lang årrække blomstrende kryolitindustri.

## Arbejde med kryolit
Thomsen har således allerede tidlig været klar over, hvad han evnede og ville; men realisationen af hans planer blev en tid lang opholdt af ydre hindringer. Efter at være kommet tilbage fra opholdet i udlandet søgte han posten som lærer i kemi ved Den kongelige militære Højskole, men uden held, i det man foretrak en officer. Han gik da over i en praktisk virksomhed og var i 3 år (1856-59) justermester i København. I 1856 foretoges den første ekspedition til Grønland efter kryolit, og 1859 åbnedes fabrikken Øresund ved København, bygget efter Thomsens planer og tegninger for handelshuset Th. Weber & Co. til kryolit-sodafabrikation efter Thomsens metode. Fabrikationen havde dog i begyndelsen mange vanskeligheder at kæmpe med, såvel tekniske som merkantile. De første blev imidlertid sluttelig overvundne af Thomsen, og der byggedes efterhånden flere steder, i Tyskland og Amerika, kryolitfabrikker efter hans planer. Hvilken betydning fabrikationen har haft for Danmark, kan ses af, at Kryolithmine- og Handelsselskabet, for hvilket Thomsen fra først af var leder, fra 1865 tillige direktør, i løbet af 30 år kunne indbetale til den danske statskasse i afgift for koncessionen gennemsnitlig over 100.000 kr. om året.

## Videnskabelige studier
Thomsens videnskabelige bestræbelser var under alt dette ikke standsede. Han udgav kemiske lærebøger og populære arbejder, således 1856: Vandringer paa Naturvidenskabens Gebet. Fra 1862-78 udgav han (sammen med broderen) Tidsskrift for Fysik og Kemi. I 1853 udgav han (sammen med Ludvig August Colding): Om de sandsynlige Aarsager til Koleraens ulige Styrke i de forskellige dele af København og om Midlerne til at formindske Sygdommens Styrke, et skrift, der vakte stor opmærksomhed. 1859-66 var han lærer i fysik ved Den kongelige militære Højskole. Han konstruerede her det såkaldte polarisationsbatteri, ved hvilket kontinuerlige elektriske strømme af høj spænding kunne frembringes ved hjælp af et enkelt galvanisk element; det blev prisbelønnet på flere europæiske udstillinger og fandt lang tid anvendelse, bl.a. ved Københavns telegrafvæsen.
I 1859-60 havde Thomsen vikarieret et års tid i kemi for professor Scharling; 1864-65 var han lærer i kemi ved Københavns Universitet, 1865 blev han ekstraordinær docent og endelig 1866 professor ordinarius i kemi og bestyrer af universitetets kemiske laboratorium, hvilket embede han beklædte indtil 1901. Først ved denne ansættelse fik han til sin rådighed et passende lokale og øvrige hjælpemidler til udførelse af de eksperimentelle termokemiske undersøgelser, som han fortsatte med stor energi i over 20 år. Resultaterne blev meddelt i en række af afhandlinger, der 1869-73 fremkom i Videnskabernes Selskabs skrifter og i Poggendorffs Annalen der Physik, fra 1873 i Journal für praktische Chemie og i Berichte der deutschen chemischen Gesellschaft. En samlet bearbejdelse af alle hans termokemiske afhandlinger udkom 1882-85 i Leipzig som et værk i 4 bind med titlen: Thermochemische Untersuchungen. Dette store værk er enestående i alle landes kemiske litteratur. Skønt målinger af de varmefænomener, der ledsage de kemiske processer, have været udførte tidligere og af andre, er Thomsen dog den, der i størst udstrækning og mest systematisk og konsekvent har bearbejdet dette område, ligesom han er den første, der bevidst har anvendt loven om energiens konstans som grundprincip for termokemien. Værket imponerer ved sit omfang og sin følgerigtige anordning af stoffet, så at det synes, som om forfatteren forud har lagt planen til det hele store arbejde. De 3 første bind, der giver resultaterne af en planmæssig gennemforskning i termokemisk henseende af alle nogenlunde vigtige uorganiske forbindelser og processer, er enestående ved nøjagtigheden af de talrige eksperimentelle data, de indeholde. De teoretiske betragtninger, der knyttes dertil, synes vel allerede nu noget forældede. Thomsen begyndte med – ligesom hans yngre samtidige, den franske termokemiker Marcellin Berthelot – i varmeudviklingen at se et mål for den kemiske affinitet, en opfattelse, der i de fleste tilfælde kun gælder tilnærmelsesvis og i mange tilfælde slet ikke kan fastholdes. Men medens Berthelot indtil den nyeste tid forsvarede sin anskuelse, som han havde formuleret i sin teori om «princippet for det maksimale arbejde» – der i hovedsagen længe forinden var fremsat af Thomsen –, opgav denne uforbeholdent denne betragtningsmåde, da dens uholdbarhed blev åbenbar, hvorved imidlertid en af grundpillerne for hans teoretiske anskuelser bortfaldt. Men hans termokemiske arbejder danne, som han selv har udtrykt det, "et betydningsfuldt Materiale, der, afset fra alle Theorier, vil bevare sit Værd som Udgangspunkt for fremtidige Undersøgelser og theoretiske Betragtninger", en forudsigelse, der blev bekræftet, idet de termokemiske data er blevet benyttet ved mange senere undersøgelser og i flere tilfælde har tjent til støtte for nyere teorier, skønt disse ofte går i en helt anden retning end dem, som Thomsen selv udledte af sine forsøg. Et særlig interessant afsnit (i 1. bind af Thermochemische Untersuchungen) er det, der handler om den partielle sønderdeling i vandig opløsning, i det der derved skabtes det første fuldstændige eksperimentelle bevis på den af Guldberg og Wåge i 1867 opstillede teori for den kemiske massevirkning, der i nutiden har fået stor betydning som grundlaget for den kemiske ligevægts- og bevægelseslære.

## Hædersbevisninger
Thomsens videnskabelige virksomhed fandt anerkendelse fra mange forskellige sider. Allerede 1860 blev han medlem af det danske Videnskabernes Selskab, fra 1888 til sin død var han selskabets præsident. 1876 blev han medlem af The Chemical Society i London; 1877 dr.phil. honor. ved Uppsala Universitet, 1879 dr.med. honor. ved Københavns Universitet; 1880 blev han medlem af Kungliga svenska vetenskapsakademien, 1881 af Physiographiska sällskapet i Lund; 1883 tilkendtes ham Davy Medal fra The Royal Society i London og samme år blev han medlem af Reale accademia dei lincei i Rom, året efter af American Academy of Arts and Sciences i Boston og senere af Reale accademia delle scienze i Torino; 1885 blev han medlem af Kungliga Vetenskaps-Societeten i Uppsala, 1886 af Göteborgs kungliga Vetenskaps och Vitterhets samhälle, 1887 af Académie royale des sciences des lettres et des beaux-arts de Belgique; 1896 overraktes der ham på hans 70-års fødselsdag en guldmedaille fra danske kemikere. Han var to gange været rektor på Københavns Universitet, 1886-87 og 1891-92. Fra 1883 til 1902 var han ligeledes rektor på Den Polytekniske Læreanstalt (nu Danmarks Tekniske Universitet). 1867 blev han titulær professor, 1888 Kommandør af Dannebrog og fik 1896 Storkorset af Dannebrog. 1902 blev han udnævnt til gehejmekonferensråd.
Julius Thomsens Plads på Frederiksberg er opkaldt efter ham.
I 1929 blev Julius Thomsens Guldmedalje uddelt første gang. Den uddeles af DTU for bedrifter inden for ingeniørvidenskab.

## Praktisk og politisk gerning
Ved siden af de videnskabelige arbejder har Thomsen, som nævnt, udfoldet en meget betydelig praktisk virksomhed. Fra 1861-94 var han medlem af Borgerrepræsentationen i København, hvor han med anerkendt dygtighed og stor myndighed repræsenterede den tekniske indsigt og sagkundskab og i mange tilfælde lagde det afgørende lod i vægtskålen. 1863 var han medlem af kommissionen angående forandringer i kongerigets mål- og møntsystem, fra 1882 medlem af Havnerådet i København. 1883-1902 var han direktør for Den polytekniske Læreanstalt, hvor han gennemførte væsentlige reformer i undervisningen. Efter udgivelsen af Thermochemische Untersuchungen var han i lang tid beskæftiget med udarbejdelsen af forslag og planer til de nye bygninger for Den polytekniske Læreanstalt og senere for universitetets kemiske laboratorium, det skyldes uden tvivl for en ikke ringe del hans anseelse og energi, at disse bygninger blev rejste.
I det i 1892 åbnede nye universitetslaboratorium genoptog Thomsen sine videnskabelige arbejder, der dog gik i andre retninger end de tidligere. Resultaterne meddeltes i flere afhandlinger i Oversigt over Videnskabernes Selskabs Forhandlinger, således: Undersøgelser over Forholdet mellem Atomvægten for Ilt og Brint (1895), Undersøgelser over Atomvægten for Aluminium (1897), En Transformator for elektriske Strømme (1898), i hvilken gives meddelelse om et apparat, hvorved løstes den modsatte opgave af den, han i sin ungdom havde løst ved polarisationsbatteriet, i det transformatoren omdanner højtspændte strømme til strømme af lav spænding og betydelig strømstyrke. 1903 publicerede han en afhandling: Fremgangsmaade, ved hvilken det hidtil hypotetiske stof Enkelt-Svovlkulstof (cs) med Lethed kan dannes.
Han var gift med Elmine f. Hansen (7. maj 1832 – 14. juli 1890), datter af forpagter Niels H. på Langeland.